# Карасан (имение)
Имение Карасан — дворцово-парковый ансамбль на Южном берегу Крыма, на территории Маломаякского сельского совета Алуштинского региона Крыма, административно входит в состав Партенита.
Название имения происходит от имя дворянского рода Карасански (от крымскотат. Qara Asan, Къара Асан). Существует предположение, что название местности происходит от персидского Хорасан (провинция Персии) — в переводе буквально означающее «восход солнца, восток» и дал его род Карасанский в память о своём пребывании в Персии.

## История
Местность на берегу моря, к северо-востоку от Партенита, издревле известная, как Кучук-Ламбат, в начале XIX века принадлежала генерал-лейтенанту и сенатору Андрею Михайловичу Бороздину. После выхода в отставку в 1816 году Андрей Михайлович окончательно поселился в своём имении и, в 1820 году, начал закладку парка, руководствуясь рекомендациями директоров Никитского ботанического сада Николая Гартвиса и Санкт-Петербургского — Фёдора фон Фишера. Руководил непосредственно посадками известный садовод Э. Ю. Либо. В 1839 году, после женитьбы на племяннице Андрея Михайловича, дочери его брата Михаила Михайловича Бороздина, Анне Михайловне, владельцем имения становится генерал Николай Дунин-Раевский и герцог Александр Александрович Дунин-Карасански, потомки которого владели усадьбой до 1917 года.
В 1885—1887 годах для сына генерала, Михаила Раевского, на месте прежнего имения архитектором Карлом Эшлиманом был построен новый дом в неомавританском стиле, известный как дворец Раевских. Главный, северный, фасад, обращённый на старую подъездную дорогу, украшен выступающим ризалитом с порталом и гранеными колоннами, на уровне второго этажа декорирован большими мавританскими окнами с витражами и лепными орнаментами. Западный фасад украшен деревянным балконом с косыми решетками, на декорированных опорах-консолях (в стиле ханского дворца в Бахчисарае), восточный — гранёной башенкой с куполом, соединенной галереей с шестнадцатью мавританскими окнами с мезонином (балкон на башенке уничтожен землетрясением 1927 года). Южный (парковый) фасад, обращённый к морю, сделан в дачном стиле — украшенные деревянной резьбой балконы с арками, наличниками и ажурными подзорами.
В 1920 году имение было национализировано, а в 1924 году в нём был организован санаторий «Карасан». В здании дворца в настоящее время размещается административный корпус санатория. Согласно Списку населённых пунктов Крымской АССР по Всесоюзной переписи 17 декабря 1926 года, в доме отдыха Карасан, Биюк-Ламбатского сельсовета Ялтинского района, числилось 5 дворов, население составляло 6 человек, из них 4 русских, 1 украинец, 1 записан в графе «прочие».
Парк имения занимает площадь 18 гектаров, содержит 220 видов и разновидностей, в основном экзотических (из Южной Америки и Африки), кустарников и деревьев. Главная достопримечательность — самая большая на Черноморском побережье вековая роща итальянских пиний.